# AGM-158C LRASM
AGM-158C LRASM (англ. Long Range Anti-Ship Missile — противокорабельная ракета большой дальности) — противокорабельная ракета (ПКР) большой дальности, разрабатываемая по заказу ВМС США. Рассматривается как перспективное противокорабельное вооружение кораблей и палубных самолётов ВМС США. 
Дальность — 930 км. 
В настоящее время[когда?] проходит испытания, запущена в малосерийное производство. Принята на вооружение в декабре 2018 года.

## История
После снятия с вооружения в 2000-х годах противокорабельной модификации крылатой ракеты ««Томагавк»» (Tomahawk) — TASM (Tomahawk Anti-Ship Missile), единственной ПКР большой дальности на вооружении ВМФ США оставалась ракета «Гарпун» (RGM-84 «Harpoon»). Хотя она была достаточно эффективна, её радиус действия составляет не более 280 км. Кроме того, в силу особенностей своей конструкции, ПКР «Гарпун» не может применяться из ячеек установки вертикального пуска (УВП) Mk 41 (а американский флот, с целью упрощения снабжения и экономии средств, считал целесообразным сохранить на вооружении только средства поражения, применяемые из УВП Mk 41). Тем не менее, для ПКР «Гарпун» пришлось сделать исключение. Это не вполне устраивало ВМФ, учитывая что контейнерные пусковые установки Mk 141 ПКР «Гарпун» не только занимают место на палубе, но и увеличивают эффективную площадь рассеивания корабля-носителя.
В 2009 году, ввиду изменения взглядов на ценность ракет большой дальности в современной геополитической обстановке, ВМФ США инициировал программу разработки новой противокорабельной ракеты большой дальности с использованием технологий пониженной радиолокационной заметности, получившей обозначение LRASM — Long Range Anti-Ship Missile. 
Первоначально под этой аббревиатурой разрабатывались два варианта ракеты:
- LRASM-A — дозвуковая противокорабельная ракета радиусом действия до 800 км на базе авиационной ракеты AGM-158B JASSM-ER.
- LRASM-B — сверхзвуковая противокорабельная ракета[источник не указан 543 дня], концептуально близкая к советской П-700 «Гранит».

В январе 2012 года было решено, что технологические риски при разработке сверхзвуковой противокорабельной ракеты излишне высоки и работы над LRASM-B были прекращены.

### Разработка и испытания
Контракт суммой 71 млн долл. на разработку прототипа ракеты в 2013 году получила корпорация «Lockheed Martin». Предполагалось, что в 2013 году пройдет серия лётных испытаний, в том числе с борта сверхзвукового бомбардировщика B-1B. Также предполагалось, что ракета будет принята на вооружение в 2015 году, и будет применяться из корабельных УВП Mk 41, а также с борта палубных многоцелевых истребителей F-35C. 
Lockheed Martin также рассматривает возможность создания варианта ракеты для пуска из подводного положения.
3 июля 2013 года успешно проведены бросковые испытания макета LRASM из ячейки УВП Mk 41.
11 июля 2013 года успешно проведены бросковые испытания с борта бомбардировщика B-1B.
27 августа 2013 года выполнен первый экспериментальный полёт с полным выполнением боевого задания: запущенная с борта самолёта-носителя LRASM преодолела заданное расстояние (при этом первую половину пути ракета осуществляла самостоятельную прокладку курса), обнаружила соединение из трёх кораблей-мишеней и поразила заданную цель.
17 сентября 2013 года на полигоне Уайт-Сэндс выполнен испытательный пуск оснащенного двигателем прототипа ракеты. По сообщению производителя ракета с помощью твердотопливного ускорителя успешно стартовала из УВП Mk 41 и выполнила программу испытательного полета, подтвердив возможность выполнения стрельбы из стандартной корабельной пусковой установки без ущерба для характеристик радиолокационной малозаметности ракеты. Подробности полета не уточняются.
14 ноября 2013 года выполнен испытательный пуск на полную дальность: запущенная с борта бомбардировщика B-1B ракета прошла первую часть пути по запрограммированным точкам, далее переключилась на автономную навигацию, самостоятельно идентифицировала и поразила движущуюся цель. Это второе успешное испытание ракеты в условиях, приближенных к боевым.
В январе 2014 года Lockheed Martin продемонстрировала успешный пуск LRASM из УВП Mk 41, подтвердив возможность стрельбы новой ракетой с минимальными доработками существующего корабельного оборудования.
4 февраля 2015 года состоялся испытательный пуск с борта бомбардировщика B-1B. LRASM выполнила полёт по заданному маршруту с огибанием препятствий.
В конце 2015 года начались испытания массогабаритных макетов ракеты на борту палубных многоцелевых истребителей F/A-18E/F.
4 апреля 2017 года было объявлено о первом успешном пуске снаряженной LRASM с борта истребителя F/A-18E/F

## Конструкция
Согласно имеющимся данным, ракета LRASM представляет собой развитие малозаметной крылатой ракеты JASSM. 
Фюзеляж выполнен исходя из требований минимальной радиолокационной заметности, с активным применением композитных углеродистых материалов. 
Ракета приводится в движение турбовентиляторным двигателем Williams International F107-WR-105, и должна иметь дальность до 1000 км согласно проекту.
Ракета оснащается проникающей осколочно-фугасной боевой частью массой 454 кг.
Особый интерес представляет система управления ракеты. Ввиду значительного радиуса действия и дозвуковой скорости полёта проект подвержен тем же проблемам, что и его предшественник TASM и вообще все подобные: за время полёта ракеты цель может удалиться от предполагаемого района нахождения на значительное расстояние. Поэтому система управления LRASM должна позволять ракете выполнять различные схемы поиска цели (движение «змейкой», спиралью, и т. д.), а её бортовая аппаратура — идентифицировать обнаруженные объекты в сложной помеховой обстановке. Предполагается, что запущенная в район поиска ракета сможет находиться в воздухе длительное время, идентифицируя обнаруженные объекты до тех пор, пока не обнаружит корабль, сходный по характеристикам с заданной целью, и затем атакует его.
При запуске нескольких ракет им нужно обмениваться информацией, осуществлять независимый поиск и передавать друг другу координаты обнаруженной цели, формировать общую схему атаки с учётом различных условий. Ракеты также должны быть способны к выполнению сложных манёвров уклонения, применению мер радиоэлектронной борьбы для прорыва противовоздушной обороны противника. Основной целью разработки является обеспечение возможности для ракеты действовать автономно, без предварительного программирования реперных точек курса, и обнаруживать цель без внешнего целеуказания.

## Производство
27 июля 2017 года фирма Lockheed Martin подписала контракт на поставку ВВС США первой партии ракет LRASM в количестве 23 единиц. Общая стоимость контракта составила 85,5 миллионов долларов. Ожидается, что контракт будет полностью выполнен до сентября 2019 года.
19 ноября 2018 года ВВС США разместили заказ на вторую партию общим количеством в 50 ракет. Стоимость контракта составила 172 миллиона долларов, контракт должен быть завершен до конца 2021 года. В декабре 2018 года был размещен дополнительный заказ на 3 внеплановые ракеты, которые должны быть поставлены до февраля 2020 года.
В настоящее время (начальное производство) стоимость единицы LRASM оценивается от 700 тыс. до 1 млн долларов.

## На вооружении
В декабре 2018 года ракета принята в начальную эксплуатацию ВВС США как система вооружения стратегических бомбардировщиков B-1B. 

В 2019 году ожидается принятие LRASM в эксплуатацию ВМФ США на палубных самолётах F/A-18E/F.